# كوبا ليبرتادوريس 2014
كأس ليبرتادوريس 2014 هو موسم من كأس ليبرتادوريس. أقيم خلال الفترة 28 يناير 2014 وحتى 13 أغسطس 2014، وشارك فيه 38 فريقاً، وفاز فيه نادي سان لورينزو. فاز بجائزة أفضل هداف في الدوري خوليو دوس سانتوس، بإجمالي 5 أهداف، ونيكولاس أوليفيرا، بإجمالي 5 أهداف

## النهائي
| ناسيونال أسونسيون      | 1–1    | نادي سان لورينزو |
| ---------------------- | ------ | ---------------- |
| خوليو سانتا كروز 90+2' | Report | ماورو ماتوس 64'  |

| نادي سان لورينزو             | 1–0    | ناسيونال أسونسيون |
| ---------------------------- | ------ | ----------------- |
| نيستور أورتيغوزا 35' (ركلة.) | Report |                   |

## ترتيب الهدافين
| المرتبة | اللاعب                | النادي                | عدد الأهداف |
| ------- | --------------------- | --------------------- | ----------- |
| 1       | خوليو دوس سانتوس      | سيرو بورتينيو         | 5           |
| 1       | نيكولاس أوليفيرا      | ديفينسور سبورتينغ     | 5           |
| 3       | دانيال أنغولو         | إنديبندينتي ديل فال   | 4           |
| 3       | ماورو بوسيلي          | كلوب ليون             | 4           |
| 3       | برونو رودريغز         | نادي كروزيرو          | 4           |
| 3       | خوانمي كاييخون        | نادي بوليفار          | 4           |
| 3       | غوستافو كاناليس       | يونيون إسبانيولا      | 4           |
| 3       | Luis Miguel Escalada ‏ | نادي إيميلك           | 4           |
| 3       | خوان مانويل فالكون    | نادي زامورا           | 4           |
| 3       | فيليبي غيدوز          | ديفينسور سبورتينغ     | 4           |
| 3       | جو                    | أتلتيكو مينيرو        | 4           |
| 3       | عمر بيريز             | إنديبنديينتي سانتا في | 4           |
| 3       | ريكاردو غولارت        | نادي كروزيرو          | 4           |
| 3       | Júnior Sornoza ‏       | إنديبندينتي ديل فال   | 4           |
| 3       | Wallyson ‏             | بوتافوغو ريغاتاس      | 4           |

المصدر: